# پیتر
پیتر یک نام مردانه رایج است و از واژه یونانی Πέτρος، پتروس (به معنی «سنگ، صخره») برآمده است. نام انگلیسی باستان پیتر، پیرس بوده‌است.

## درزبان‌های دیگر
نام‌های زیر را می‌توان برآمده از پیتر تعبیر کرد:
- افریقایی: پیتر، پتروس
- انگلیسی: Petro, Petra, Pjetër, Pjetri
- امهری: ጴጥሮስ
- عربی: بطرس (بوتروس)، بیار ("پیر"، بیشتر در لبنان)، بیتر ("پیتر"، رونویس یکسان)
- آراگونی: پیترو، پرو، پیرو، پیر.
- آذربایجانی: پیوتر
- ارمنی: پطروس (بدرروس به گویش غربی، پتروس به گویش شرقی)
- آستوری: پدرو
- باسکی: پرو، پلو (کمتر)، پدرو، پیارس، پتری (برگرفته از کتاب مقدس)، کپا (واژه مصنوعی)
- بلاروسی: Пётр (Piotr)، Пятро (Piatro)، Пятрусь (Piatruś)
- برتون: پر
- بلغاری: Петър (Petər)، Пере، Перо (Pere, Pero)، Петьо، Петю (Petyo, Petyu)، Пеньо، Пеню، Пенко (Penyo, Penyu, Penko)، Пельо، Пелю، Пелко (Pelyo, Pelyu, Pelko)، پیشو (پیشو)؛ Камен (Kamen) ("kamen, kamək" به بلغاری به معنی: سنگ)
- کاتالان: پره
- سبوانو: پدرو
- چینی معیار:
  - پروتستان: 彼得 (Bǐdé)
  - کاتولیک: 伯多祿 (Bóduōlù)
- قبطی: ⲡⲉⲧⲣⲟⲥ (ṭeṭros)
- کورنی: پدر
- کرواتی: Petar, Pero, Periša, Pera, Pejo, Nino
- چکی: پتر، پریا
- دانمارکی: پیتر، پدر، پر، پیر، پله
- هلندی: Pieter, Peter, Piet, Pier (نکته: شکل "Peer"نیز به مقدار کمتر وجود دارد)
- زبان امیلیانو-رومانیولو: Pèdar
- اسپرانتو: پترو
- استونیایی: Peeter, Peep, Peetrus, Pavo, Peedo
- فاروئی: Pætur, Petur, Per
- فیلیپینی: Pedro, Pedring (کم رنگ)
- فریسی: پیتر، پیر
- فنلاندی: پیتاری، پککا، پتری، پتری
- فرانسوی: Pierre (توجه: کلمه سنگ در فرانسه نیز "pierre" است)
- گالیسی: پدرو
- گرجی: ეტრე (پتره)
- آلمانی: پیتر (توجه: شکل "peer" نیز کمتر وجود دارد. ترجمه پیتر از کتاب مقدس به شکل "پتروس" ترجمه شده‌است)
- یونانی: Πέτρος (پطروس)
- گوارانی پرو
- گجراتی: પીટર (Pīṭar)
- کریتیل هائیتی: Pyè
- هوسه: بیتروس
- هندی: Pathrus، पीटर (Pīṭar)
- عبری: פטרוס (پطروس)، פטר (پیتر)
- مجاری: Pter؛ پتیا، پتی (کم رنگ)
- ایسلندی: Pétur, Pési (کم رنگ)
- اندونزیایی: پتروس
- ایرلندی: پیاراس، پیرار
- ایتالیایی: Pietro, Pier, Piero (توجه: کلمه سنگ در ایتالیایی "pietra" است)
- ژاپنی:
  - پروتستان: ー ー タ ー (Pītā)
  - کاتولیک: oro ト ロ (پتورو)، ペ ロ ロ (پترو)،
- در گفتمان کتاب مقدس: (پتروسو)
- خمر: پاترا
- کونکانی: پدرو
- کره ای: 베드로 (Bedro؛ یا، معمولاً کمتر، 페트루스؛ Petrus)، 피터 (Pitə)
- لائو: ໂຕ ໂຕ (Peot)
- لاتین: پتروس
- لتونیایی: Pēteris
- لینگالایی: پتلو
- لیتوانیایی: پتراس
- لومبارد: پدر
- مقدونی: Петар (Petar)، Питер (Piter)، Петре (Petre)، Перо (Pero)، Пере (Pere)، Перица (Perica)
- مالایایی: പത്രോസ് (پاتروس)، പീരി ("پری"، از پیر)
- مغولی: Петр (پیتر)
- مونته‌نگرویی: پتار، پرو (Перо)
- نپالی: पत्रुस (پاتروس)
- نروژی: پیتر، پتر، پر، پله، پدر
- فارسی: پیتر، پدروس[نیازمند منبع]، پدروش [نیازمند منبع]
- لهستانی: پیوتر.
- پرتغالی: Pedro, Pêro (قدیمی پرتغالی)
- پنجابی: ਪਤਰਸਨੂੰ (Patarasanū)
- رومانیایی: پترو، پترو، پتریچ (کم رنگ)، پتریور (کم رنگ)
- روسی: Пётр (پیوتر)، Петя (پتیا) کم رنگ)، Петруха (پترواخا) (محاوره)
- صربی: Петар (پتار)، Перо (پرو)، Пера (پرا)، Перица (پریکا)، Периша (پریزا)
- اسپانیایی: پدرو
- سوئدی: پیتر، پتر، پدر، پرو، په، پور، پله، پول
- سریانی: ܦܛܪܘܣ (پیروس)
- تایلندی: ito เตอร์ (Pitoer)، เป โต ร (پترو، در متن‌های کتاب مقدس)
- ترکی: پترو، پتروس
- اوکراینی: Петро (Petro)، Пітер (Piter)، Петрик (Petryk) (کم رنگ)، Петрусь (Petrus ') (کم رنگ)
- اردو: پیٹر
- ویتنامی: Phêrô، Phi Thơ، Phật Tổ